# Vandy, Ardennes

Vandy este o comună în departamentul Ardennes din nordul Franței. În 1 ianuarie 2022 avea o populație de 200 de locuitori.